# Мэтисон, Ричард
Ри́чард Мэ́тисон (англ. Richard Burton Matheson; 20 февраля 1926, Аллендейл, Нью-Джерси, США — 23 июня 2013, Лос-Анджелес, США) — американский писатель и сценарист, работавший в жанрах фэнтези, ужасы и научная фантастика.

## Биография
Ричард Мэтисон родился 20 февраля 1926 в Аллендейле (штат Нью-Джерси) в семье Бертольфа и Фэнни Мэтисонов, иммигрантов из Норвегии. Детство писателя прошло в Бруклине (Нью-Йорк). Его первый рассказ, который Ричард написал ещё в восьмилетнем возрасте, был опубликован в местной газете The Brooklyn Eagle.
В 1943 году, по окончании Бруклинской Технической школы, Мэтисон поступил на военную службу и в составе пехотных войск участвовал во Второй мировой войне, о чём позже напишет в автобиографическом романе «Безбородые воины» (1960).
После войны Ричард Мэтисон изучал журналистику в Миссурийском университете и в 1949 году получил диплом бакалавра журналистики.
В 1951 году он переехал в Калифорнию, а 1 июля 1952 года женился на Рут Энн Вудсон. У пары родилось четверо детей, трое из которых — Крис, Ричард Кристиан и Али — впоследствии, как и отец, стали писателями и сценаристами.

## Карьера писателя
Начитавшись в детстве сказок и фантастических историй, он реализовал мечту стать профессиональным писателем — в 1950 году в журнале «The Magazine of Fantasy and Science Fiction» появился его первый фантастический рассказ о ребёнке-мутанте с неестественной лексикой «Born of Man and Woman» (переведённый как «Рождённый мужчиной и женщиной» и «Рождённый людьми»), а в 1954-м под таким же названием был опубликован целый сборник его рассказов. Мэтисон признался как-то, что как отец четверых детей, он сейчас бы не написал такого рассказа, как «Рождённый людьми».
Переехав в 1951 году в Калифорнию, он вскоре обратился к написанию историй, полных леденящего ужаса, мистики, фэнтези («Белое шёлковое платье», «Выпей моей крови», «Война ведьмы», 1951; «Безумный дом», «Соответствовать преступлению», 1952; «Дом резни», «Влажная солома», 1953 и др.). Не гнушается он и детективным жанром — в 1953 году вышли его романы «Ярость в воскресенье» («Fury on Sunday») и «Кто-то истекает кровью» («Someone Is Bleeding»).
Некоторые рассказы Мэтисона имеют оригинальную концовку (скетчи «Third from the Sun», 1950); «Deadline», 1959 и «Кнопка, кнопка», 1970), другие тщательно исследуют характеры героев («Trespass», 1953; «Being», 1954 и «Немой», 1962), третьи пронизаны сатирой на жанровые клише («The Funeral», 1955 и «The Doll that Does Everything», 1954).
В 1954 году появилась «Я — легенда» («I Am Legend»), его классический роман о пандемии вампиризма, вызванного бактерией, и о последнем человеке в мире, населённом исключительно вампирами. Идея романа появилась под впечатлением фильма «Дракула», когда Мэтисон сказал себе: «а если вместо одного вампира их будет целый мир?!» Роман «Я — легенда» был четырежды экранизирован: «Последний человек на Земле» (1964), «Человек Омега» (1971), «Я воин», «Я — легенда» (оба — 2007), и не только прославил автора, но и породил целую серию произведений о вампирах разных авторов в 1970-е годы.
Не меньшую известность принёс Мэтисону и экранизированный роман «The Shrinking Man» (1957, «Сжимающийся человек», другое название — «Путь вниз»). Уменьшившись до размеров огурца под влиянием радиоактивных осадков, герой романа вынужден сражаться с собственной кошкой, пауком, обитающим в подвале, ставшими для него грозной силой.
В конце 1950-х Мэтисон стал сценаристом кинокомпании American International Pictures, внёсшей значительный вклад в развитие фильмов ужасов — Ричард адаптировал ряд произведений Эдгара По (сценарии «Падение дома Ашеров», 1960; «Колодец и маятник», 1961; «Истории ужаса», 1962 и «Ворон», 1963). Работая над произведениями Эдгара По, Ричард внёс комические нотки в сценарии, а «Ворона» превратил в искрящуюся комедию.
В 1962 году вместе с Чарльзом Бомонтом он написал сценарий по роману Фрица Лейбера «Колдунья» («Night of the Eagle» в Англии и «Burn, witch, burn» в США). Мэтисон обращается к творчеству Жюля Верна и на базе двух его романов «Властелин мира» и «Робур-Завоеватель» написал сценарии для кино. Блестящие рассказы Мэтисона печатались в пяти сборниках (1961—1970) сериала «Шок» («Крикеты», «Первая годовщина», 1960; «Девушка моих грёз», «Ах, эта Джулия!», 1963; «Добыча», 1969; и многие другие). Большинство своих рассказов (86 произведений) он объединил в сборник «Собрание рассказов Ричарда Мэтисона» (1989). В 1986 году отдельной книгой вышли все сценарии, написанные Мэтисоном для сериала «Сумеречная зона».
В 1971 году вышел фильм «Дуэль» («Duel») режиссёра Стивена Спилберга. Сценарий опирался на личный опыт Мэтисона, когда их с другом, возвращавшихся по пустынной дороге после игры в гольф, долго преследовал тяжёлый грузовик, параноик-водитель который превратил обычную езду в дуэль не на жизнь, а на смерть. В 1972 году Мэтисон адаптировал для кинофильма роман Джефа Райса «Ночной преследователь» («The Night Stalker»), в 1973 — собственный роман «Адский дом» для фильма «Легенда адского дома», в 1975 году — создал «Трилогию ужаса», а в 1980 появилось «Где-то во времени» («Somewhere in Time»). Мэтисон регулярно писал сценарии для телесериала «Сумеречная зона», включая знаменитую серию «Кошмар на высоте 20 тысяч футов», «The Invaders», «Steel» и другие. В 1986 году все свои сценарии этой серии Мэтисон издал отдельной книгой. Мэтисон часто издавался, и являлся рекордсменом по числу вариантов его фамилии (Мэтсон, Мэфсон, Матесон) на обложках книг.
В 1990-е годы Мэтисон был по-прежнему в седле — он издал серию книг-вестернов («Journal of the Gun Years», «The Gun Fight», «By the Gun»). В 1998 по его роману «What Dreams May Come» сняли фильм «Куда приводят мечты» с Робином Уильямсом в главной роли, а в 1999 году следует очередная экранизация — «Отзвук эха». Вышли очередные романы мэтра («Abu and the 7 Marvels» и «Hunted Past Reason», 2002; «Come Fygures, Come Shadowes», 2003).
Трое из четверых его детей (Крис, Ричард Кристиан и Али) пошли по стопам отца и стали писателями и сценаристами. Наиболее известен тёзка отца, Ричард Кристиан Мэтисон, что добавляло путаницы при обсуждении авторства работ. Вместе они написали рассказ «Где есть желание» (1980).
Последней крупной работой автора стал роман «Generations», изданный в 2012 году.
Мэтисон умер 23 июня 2013 года в своём доме в городе Калабасас, штат Калифорния, в возрасте 87 лет.

## Экранизации произведений
(Список неполный)
- 1957 — Невероятно уменьшающийся человек / The Incredible Shrinking Man (экранизация романа «Уменьшающийся человек»)
- 1961 — Властелин мира / Master of the World  (экранизация романов «Робур-Завоеватель» и «Властелин мира»)
- 1964 — Последний человек на Земле / The Last Man on Earth (экранизация романа «Я — легенда»)
- 1971 — Человек Омега / The Omega Man (экранизация романа «Я — легенда»)
- 1971 — Дуэль / The Duel (экранизация рассказа «Дуэль»)
- 1973 — Легенда адского дома / The Legend of Hell House (экранизация романа «Адский дом»)
- 1974 — Ледяная грудь / Les seins de glace (по роману «Кто-то истекает кровью»)
- 1975 — Трилогия ужаса / Trilogy of Terror /
- 1977 — Под покровом ночи / Dead of Night
- 1980 — Где-то во времени / Somewhere in Time (экранизация романа «Большое возвращение во времени»)
- 1986 — Сумеречная зона (телесериал, 1985), эпизод «Button, Button» (экранизация рассказа «Button, Button»)
- 1996 — Трилогия ужаса 2 / Trilogy of Terror 2 /
- 1998 — Куда приводят мечты / What Dreams May Come (экранизация романа «Куда приводят мечты»)
- 1999 — Отзвук эха / Stir of Echoes (экранизация романа «Отзвук эха»)
- 2007 — Я — легенда / I am Legend (экранизация романа «Я — легенда»)
- 2009 — Посылка / The Box (экранизация рассказа «Button, Button»)
- 2011 — Живая сталь / Real Steel (экранизация рассказа «Стальной человек»)

## Награды и достижения

### Награды
Признанный американский писатель и сценарист в жанре ужасов Ричард Бэртон Мэтисон был удостоен многих разноплановых премий:
- Эдгара А. По (в детективном жанре).
- Хьюго (в фантастике).
- «The Golden Spur» («Шпора» — за вестерн).
- Премия «Всемирной премии фэнтези» в категории Лучший роман за «Где-то во времени» (1976).
- Премия Брэма Стокера (награда за лучший Авторский сборник Richard Matheson: Collected Stories, 1990).
- Премия Брэма Стокера (награда Lifetime Achievement, 1991, по совокупности трудов).
- Премия Гильдии Писателей («Живая Легенда Хоррора», 2000).
- Гранд Мастер Хоррора (1993).
- Лауреат «Всемирной премии фэнтези», (1984).

### Признание
- Многие произведения Мэтисона трудно причислить к одному определённому жанру, и критики прозвали его «разрушитель жанров».
- Рэй Брэдбери считал Мэтисона «одним из наиболее значительных писателей XX века»[13].
- Стивен Кинг называл Мэтисона «автором, который повлиял на меня больше всего, как на писателя»[13].
- Дин Кунц признался, что «мы стали явно богаче, имея Ричарда Мэтисона среди нас».